# Cadastre napoléonien
Pour un article plus général, voir Cadastre de France.

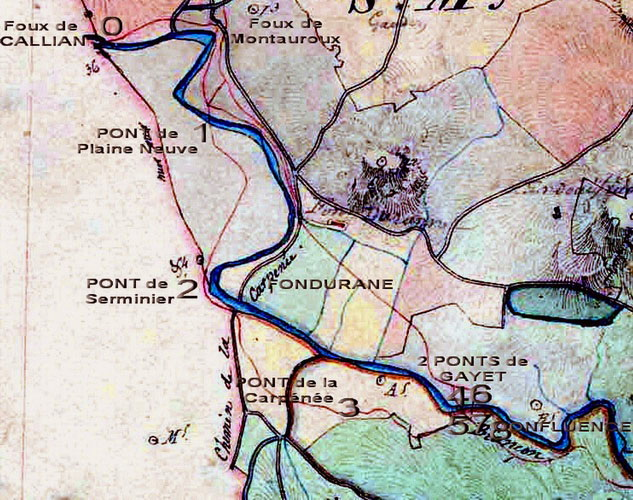
Description jusque-là méconnue des branches de l'aqueduc à Fondurane dans le cadastre napoléonien (AD-83)

Le cadastre napoléonien ou ancien cadastre ou plan cadastral de 1812 est un cadastre parcellaire unique et centralisé, institué en France par la loi du 15 septembre 1807, à partir du « cadastre-type » défini le 2 novembre 1802. Rassemblant dans une carte homogène une centaine de millions de parcelles, c'est le premier outil juridique et fiscal, permettant d’imposer équitablement les citoyens aux contributions foncières. 

Succédant aux plans terriers très hétérogènes dans leurs présentation et même dans leurs unités de mesure, il fut levé par les méthodes de l'arpentage et fut révisé par la loi du 16 avril 1930.

## Utilisations contemporaines

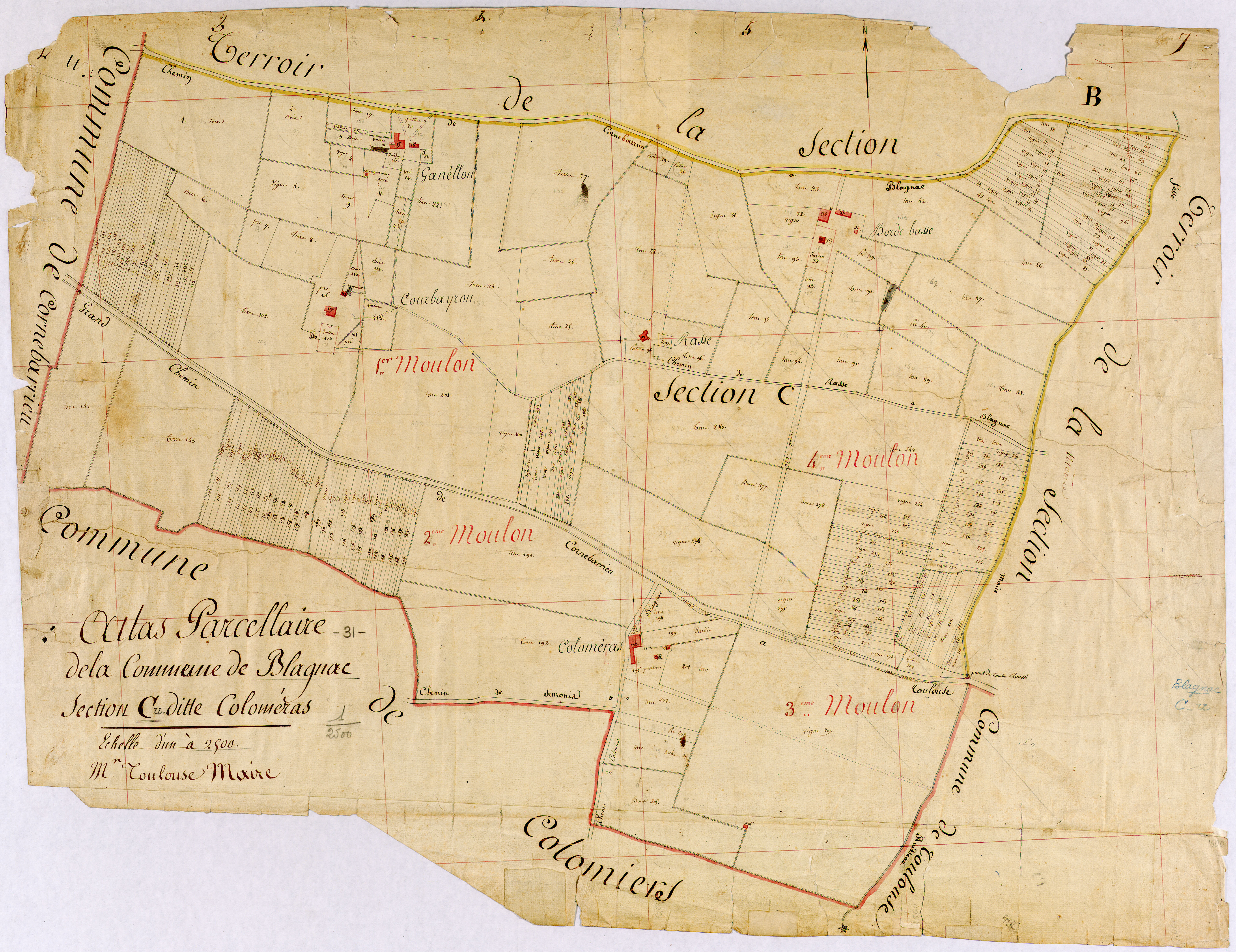
Cadastre napoléonien de Blagnac en 1809.

Tout comme les anciennes cartes d'État-Major, il reste très régulièrement consulté par les historiens, les généalogistes, les toponymistes (qui y retrouvent des éléments intéressants de microtoponymie,  les archéologues, les urbanistes, les architectes et les paysagistes notamment spécialisés dans le patrimoine, des écologues (par exemple pour cartographier la forêt ancienne, lire le tracé hydrographique ancien ou pour mieux comprendre un maillage bocager, dresser des indices de biodiversité potentielle ou expliquer certaines variances de fertilité de sols agro-forestiers), des climatologues qui l'utilisent par exemple pour mesurer le recul des glaciers depuis 1850, par les géographes qui étudient par exemple l'évolution  historique récente de l'habitat rural et de l'occupation des sols et même les écologues qui y recherchent des informations utiles à l'écologie rétrospective, par exemple pour la restauration de la trame verte et bleue instituée par le Grenelle de l'environnement et les lois Grenelle ; le cadastre napoléonien a par exemple confirmé qu'à l'époque où il a été constitué certains départements étaient déjà très intensivement exploités par l'agriculture, l'élevage et la forêt ou construits (par exemple dans le département du Nord, lors de la répartition du sol des 650 communes du département pour le cadastre, les marais et les friches ne constituent déjà plus que 1,31 % des sols en moyenne). Il permet aussi de retrouver où étaient les zones humides (déjà relictuelles) et comment l'eau était gérée et les cours d'eau aménagés.
En 2021, le plan cadastral est utilisé pour bien d’autres usages que la fiscalité. Par exemple, il sert souvent de base pour l’établissement des documents d’urbanisme et plus largement pour servir de canevas à la définition de zonages réglementaires.
Aujourd’hui de nouveaux enjeux émergent concernant l’évolution du plan cadastral : la 3D, la parcellisation du domaine public... Des outils récents comme la vectorisation informatique et les Systèmes d'information géographique (SIG) peuvent encore enrichir son étude et les services qu'il rend,.